# Isola d'Asti
Isola d'Asti, (Ìsola d'Ast en piemontès) és un municipi situat al territori de la província d'Asti, a la regió del Piemont (Itàlia).
Limita amb els municipis d'Antignano, Asti, Costigliole d'Asti, Mongardino, Montegrosso d'Asti, Revigliasco d'Asti i Vigliano d'Asti.
Pertanyen al municipi les frazioni de Chiappa, Mongovone, Piano, Repergo i Villa.

## Galeria fotogràfica

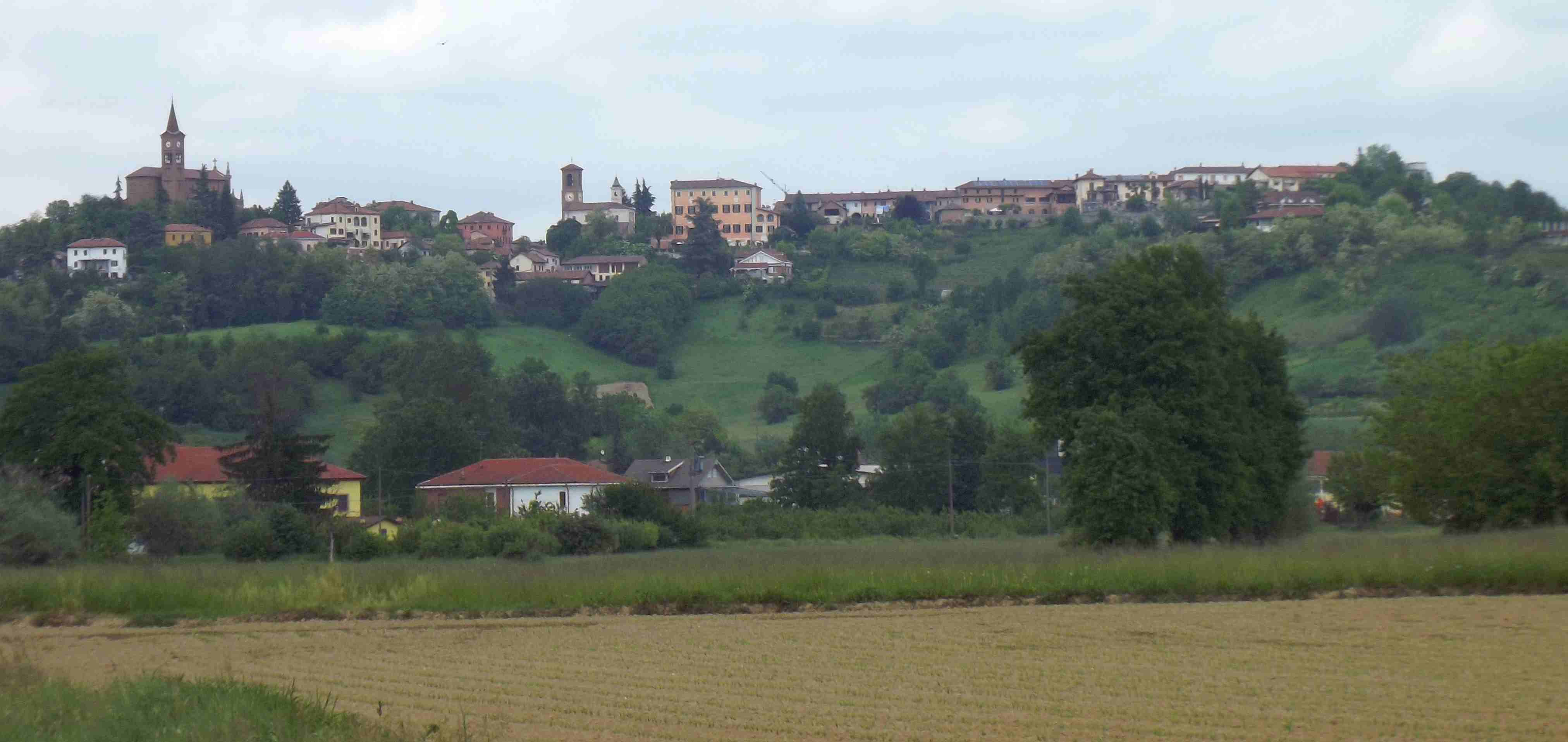
Vista del poble
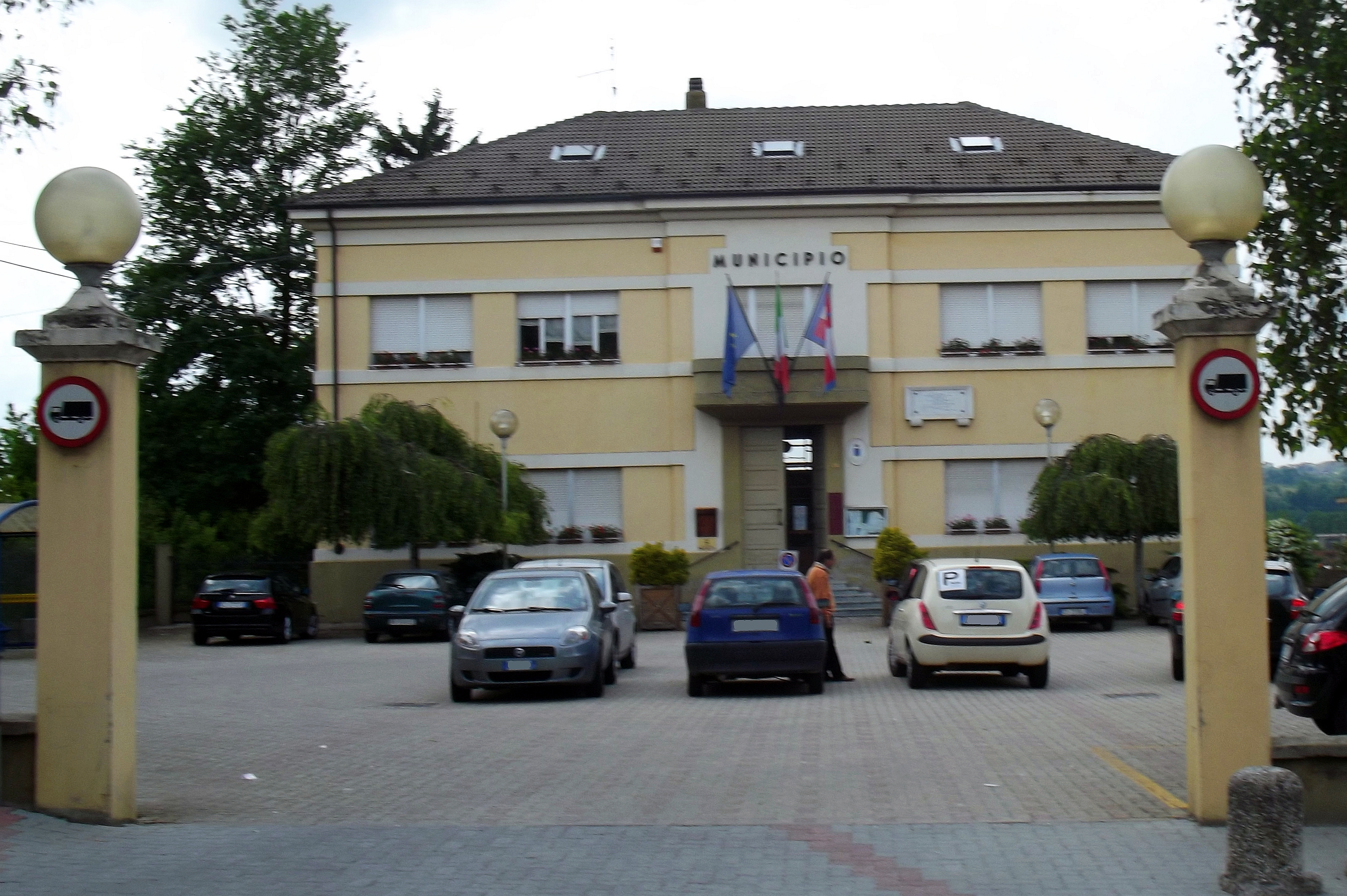
Ajuntament